# جو کیو چانگ
جو کیو-چانگ (زاده ۲۵ نوامبر ۱۹۲۸ – درگذشته ۳ سپتامبر ۲۰۱۸) یک سیاستمدار اهل کره شمالی، متولد کره در زمان استعمار ژاپن بود که به‌عنوان مدیر بخش صنعت ماشین‌آلات‌سازی حزب کارگران کره (WPK) فعالیت می‌کرد.
جو، رئیس برنامه هسته‌ای و موشکی کره شمالی بود. پیشینه او در تحقیق و توسعه برنامه هسته‌ای بود، برخلاف کار معاون مدیرش، هونگ سونگ-مو، که بیشتر تولید محور است.
جو در سال ۲۰۱۰ به کمیسیون نظامی مرکزی حزب کارگران کره معرفی شد.
او در ۳ سپتامبر ۲۰۱۸ بر اثر پان‌سیتوپنی در پیونگ‌یانگ درگذشت.

## جوایز و افتخارات
در هنگام تشییع جنازه جو، قابی که افتخارات وی را نشان می‌داد، در پای مقبره او قرار داده شد.
|  |  |  |
|  |  |  |
|  |  |  |
|  |  |  |
|  |  |  |
|  |  |  |
|  |  |  |
|  |  |  |
|  |  |  |
|  |  |  |